# 李命進
李 命進（イ・ミョンジン、Lee Myung-Jin, 이명진、1974年4月12日-）は大韓民国の男性漫画家。

## 略歴
1974年生まれ。4-5歳の頃、アニメ『無敵の勇者 黄金の翼1・2・3』（1978年1月映画化、同年7月テコンVとのクロスオーバー映画化）に影響を受けてイラストを描き始める。
1992年、18歳の高校3年生の時に韓国の「ヤングチャンプ（영챔프）」（1991年創刊）の第1回チャンプスーパーマンガ大賞に『何だかいい事が起りそうな夕方（어쩐지 좋은 일이 생길 것 같은 저녁）』で応募。優秀賞を受賞してデビュー、同作品を5月から連載開始、1995年2月に連載終了。
「ヤングチャンプ」で読み切りを執筆後、軍隊で24ヶ月の兵役。
兵役を終えて除隊1ヶ月後に『ラグナロク（라그나로크）』を執筆開始。1997年に「ヤングチャンプ」で『ラグナロク』連載開始。
2000年、ゲーム会社数社への企画の持ち込みを経てGRAVITYと契約。元々ゲーム化を主旨に『ラグナロク』を執筆していたことから、原作者としてだけではなく企画やデザインなどの面で『ラグナロクオンライン』の開発に参加。
2002年、「チャンプ」2002年13号（6月15日発行）で『ラグナロク』休載。

## スタジオ
多くの漫画家と同じく、個人作業ではなくアシスタントと共に作品を提供するスタジオ形式を採っていた。スタジオ名称は「studio DTDS」(studio DIVE TO DREAMSEA) 。DTDS所属のイラストレーターであるyoyoやMONSTER GOGOは、ラグナロク連載時のアシスタントだった。

## コミック
- 何だかいい事が起りそうな夕方（어쩐지 좋은 일이 생길 것 같은 저녁） 1 - 9巻
- ラグナロク（RAGNARÖK 라그나로크 INTO THE ABYSS） 1 - 10巻

## 関わった作品
- ラグナロクオンライン
- ラグナロクオンラインII
- RAGNAROK THE ANIMATION ：総監督[2]